# 2-я Объединённая оперативная группа

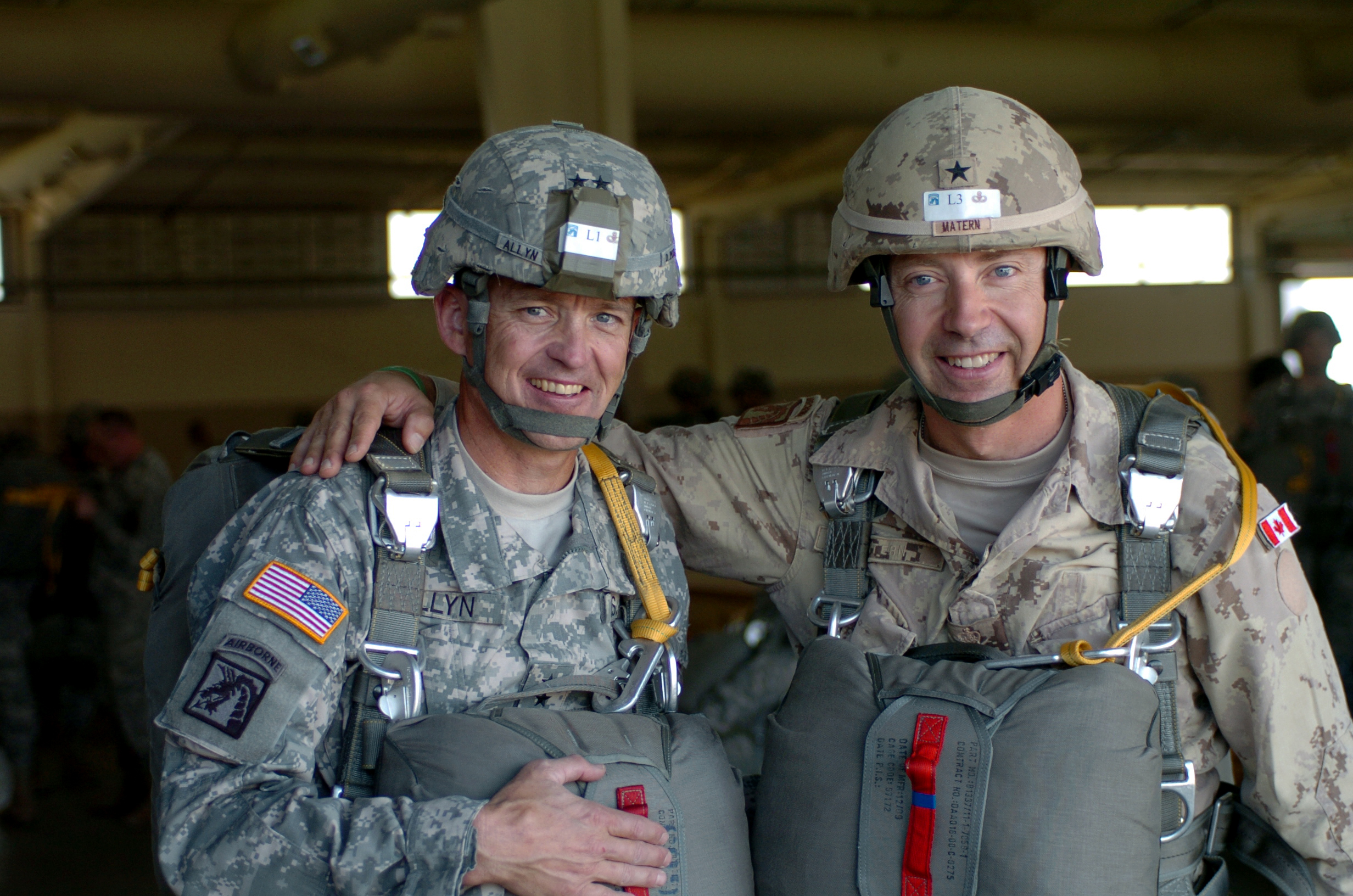
Командир группы Николас Мэтерн (справа)

2-я Объединённая операти́вная гру́ппа (англ. Joint Task Force 2, JTF2, фр. Deuxième Force opérationnelle interarmées) — элитные подразделения специального назначения Канадских вооружённых сил, в основном участвующие в контртеррористических операциях. Вместе с Канадским полком специального назначения, 427-й эскадрильей специального назначения и Канадским объединённым подразделением по аварийным ситуациям 2-я ООГ образует оперативные части Командования сил специального назначения Канады.
Значительная часть информации о 2-й Объединённой оперативной группе засекречена и ни Правительство Канады, ни Министерство национальной обороны Канады не комментируют возможности, структуру и оперативные миссии этого подразделения.
Формальным поводом для образования подразделения стал теракт против турецкого посольства в Оттаве.